# Humberto Delgado

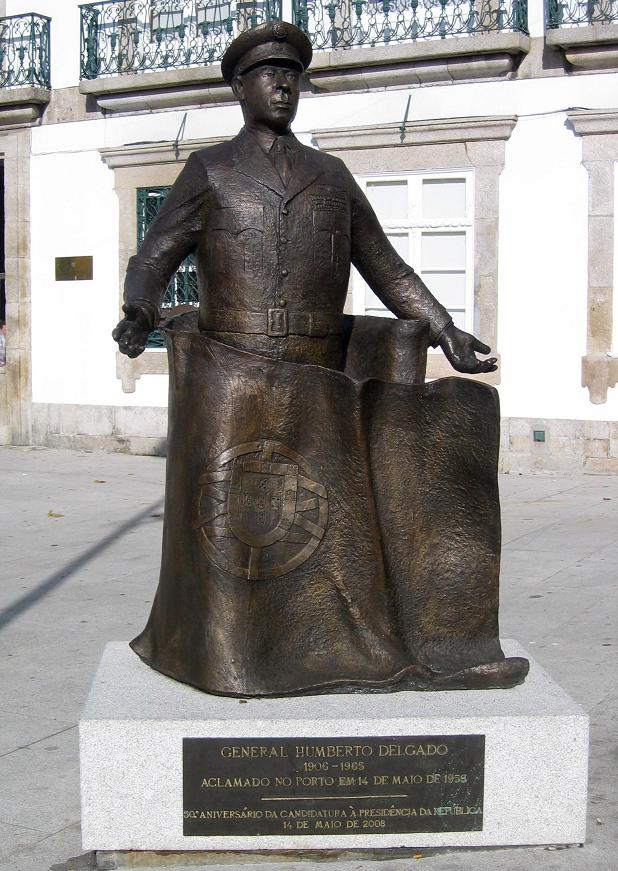
Socha generála Humberta Delgada v Portu

Humberto da Silva Delgado (15. května 1906 Brogueira – 13. února 1965 Olivenza) byl portugalský generál letectva. V režimu portugalského vůdce Antónia Salazara nejprve získal vysoké funkce, později se však stal jeho kritikem. V roce 1958 kandidoval v prezidentských volbách, které však byly zmanipulované; oficiálně v nich získal jen asi čtvrtinu hlasů, což neodpovídalo jeho široké popularitě.
Změny poměrů pak chtěl dosáhnout vojenským převratem. V době jeho příprav byl na španělském území blízko portugalských hranic zavražděn tajnou policií PIDE.

## Život
Humberto Delgado se narodil ve vojenské rodině (jeho otec byl od roku 1912 velitelem dělostřelecké divize). Absolvoval vojenské gymnázium, poté vojenskou akademii. V letech 1926 až 1928 přešel od dělostřelectva k letectvu.
Stal se nejmladším členem generálního štábu armády a konzultantem ustavení vojenské jednotky rychlého zásahu, která měla být připravena k potlačování vnitřních nepokojů. V této době se totiž formoval autoritativní režim Antónia Salazara.
Roku 1944 byl Delgado jmenován generálním ředitelem civilního letectva. Od roku 1947 zastupoval Portugalsko v Mezinárodní organizaci pro civilní letectví (ICAO), později se stal leteckým přidělencem u NATO ve Washingtonu. Na podzim 1957 se vrátil do Portugalska a opět vykonával funkci ředitele civilního letectva.

### Účast v prezidentských volbách
Dne 25. října 1957 přijal nabídku reprezentovat nekomunistickou opozici v portugalských prezidentských volbách roku 1958. Jeho protivníkem se stal dlouholetý ministr válečného námořnictva, kontradmirál Américo Tomás. Když byl tiskem dotázán, co udělá s premiérem Salazarem, když ve volbách zvítězí, odpověděl: „Samozřejmě ho propustím.“ Touto slavnou větou si získal přezdívku „nebojácný generál“ a velkou popularitu. Ve volební kampani zdůrazňoval nutnost demokratizace režimu a jeho reforem.
Podle oficiálních výsledků získal veřejností masově podporovaný Delgado jen necelých 24 % hlasů, zatímco Tomás přes 76 % hlasů. Výsledek byl zřetelný podvod, a země tak v červnu zažila vlnu protestů a stávek.
Přes svou prohru Delgado představitelům moci nepřestal vadit – armádních funkcí byl zbaven, stejně jako funkce ředitele civilního letectva. Založil opoziční Nezávislé národní hnutí (Movimiento Nacional Independente, MNI), kterému ale činnost komplikovala tajná policie PIDE. Opozice se proto pokusila odstranit salazarismus násilně; konspirace vedená Delgadem byla však v prosinci 1958 odhalena. Začátkem roku 1959 se Delgado vyhnul zatčení tím, že byl na brazilském velvyslanectví v Lisabonu, 21. dubna téhož roku odletěl do Brazílie.
V lednu 1964 začal v Lisabonu proces s 90 představiteli opozice včetně Delgada, který byl souzen v nepřítomnosti. V té době pobýval v Čechách – na zámku v Dobříši jednal na ilegální II. konferenci Vlastenecké fronty národního osvobození (Frente Patriótica de Libertação Nacional – FPLN), založené v prosinci 1962 v Alžíru. Kvůli zdravotním potížím byl operován a hospitalizován ve Státním sanatoriu Sanopz na Smíchově. V Praze ho tehdy navštívil mladý právník, budoucí portugalský prezident Mário Soares, který přitom riskoval potíže při překračování železné opony.
Počátkem roku 1965 byl Delgado ve Španělsku blízko portugalských hranic. Dne 11. února se nejspíše dostal do Portugalska, kde se měla konat přípravná schůzka k vojenskému převratu. Tam zřejmě padl do léčky PIDE, která jej v oblasti u španělských měst Badajoz a Olivenza zavraždila. Jeho vraždu provedl agent PIDE Casimiro Monteiro.
Od 23. února 1965 byl Delgado spolu se svou brazilskou sekretářkou nezvěstný. Jejich těla byla nalezena až 24. dubna téhož roku u španělské pohraniční obce Villanueva del Fresno, asi 65 km jižně od Badajozu.

## Vyznamenání
- důstojník Řádu avizských rytířů, Portugalsko, 24. prosince 1936[3]
- důstojník Řádu veřejného vzdělávání, Portugalsko, 17. července 1941[3]
- komtur Řádu avizských rytířů, Portugalsko, 1. října 1941[3]
- Vojenský záslužný kříž s bílým odznakem, Španělsko, 7. května 1945[4]
- čestný komandér Řádu britského impéria, Spojené království, 18. července 1946[4]
- komtur Řádu Kristova, Portugalsko, 11. dubna 1947[3]
- komtur Řádu svatého Jakuba od meče, Portugalsko, 19. února 1949[3]
- velkodůstojník Řádu avizských rytířů, Portugalsko, 5. září 1951[3]
- důstojník Legion of Merit, Spojené státy americké, 17. září, 1955[4]
- velkokříž Řádu avizských rytířů, Portugalsko, 11. listopadu 1957[3]
- velkokříž Řádu svobody, Portugalsko, 30. června 1980[3]